# Hermann-Josef Klüber

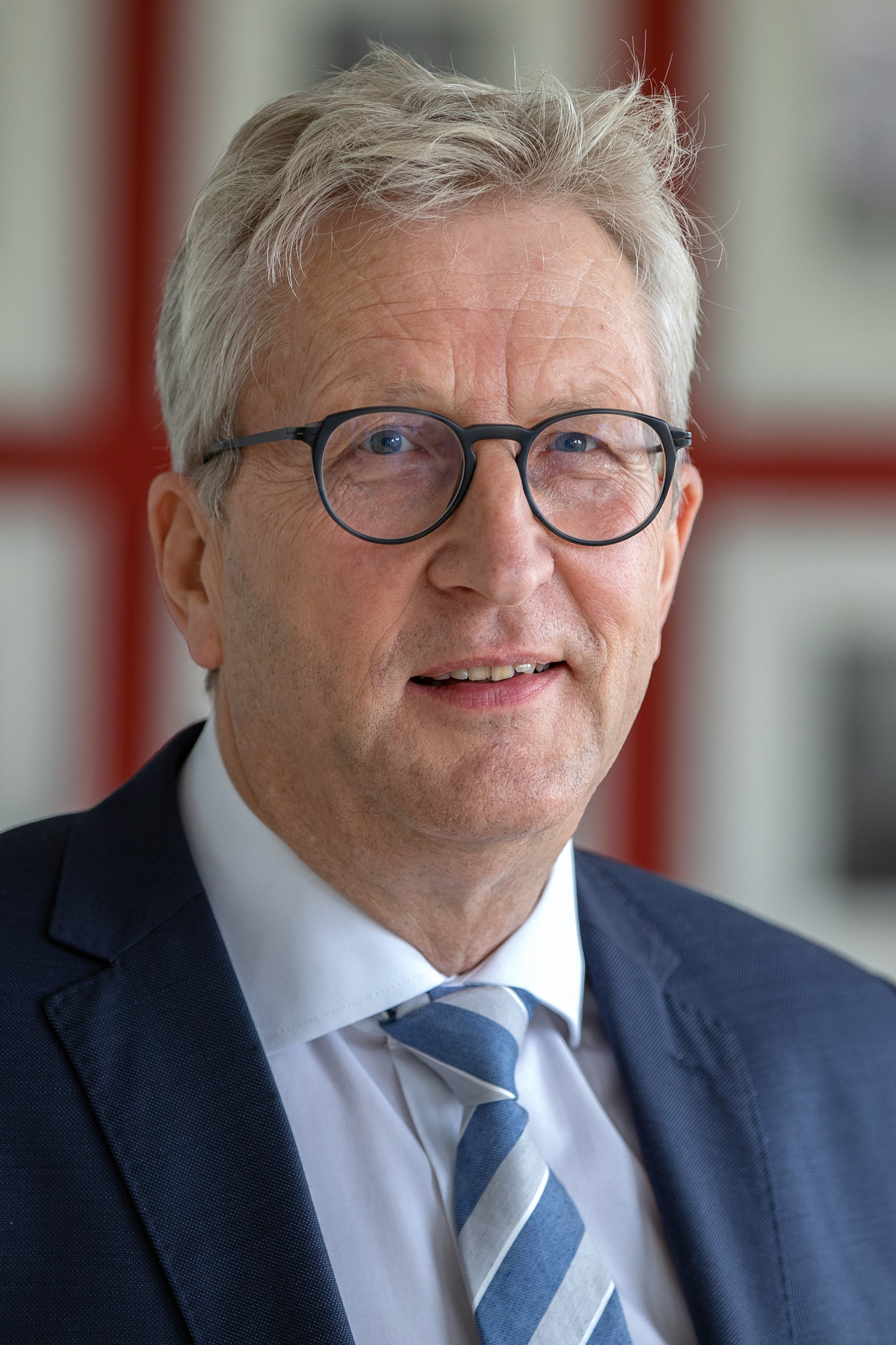
Hermann-Josef Klüber (2020)

Hermann-Josef Klüber (* 27. Januar 1956 in Fulda) ist ein deutscher Jurist. Er war von 2019 bis 2022 Regierungspräsident des Regierungsbezirks Kassel.

## Leben
Klüber besucht das Domgymnasium Fulda. Von 1977 bis 1982 studierte er Rechtswissenschaften an der Universität Würzburg. Von 1982 bis 1985 absolvierte er das Referendariat im Dienste des Landes Bayern. Im Anschluss war er seit Januar 1986 bei der Staatsanwaltschaft beim Landgericht Traunstein beschäftigt. Von September 1987 bis Dezember 1994 war er bei der Staatsanwaltschaft bei dem Landgericht Fulda tätig. Im Januar 1995 wechselte Klüber nach Thüringen zur Staatsanwaltschaft in Erfurt und Generalstaatsanwaltschaft in Jena. Im Februar 1996 erfolgte die Ernennung zum Oberstaatsanwalt als Abteilungsleiter der Staatsanwaltschaft Erfurt und 1999 die Ernennung zum Oberstaatsanwalt und ständigem Vertreter des Leitenden Oberstaatsanwalts in Erfurt. Von 2003 bis 2005 war er im Thüringer Justizministerium tätig. Im August 2005 wurde er in die Abteilung Polizei im Thüringer Innenministerium versetzt. Nach der Tätigkeit als kommissarischer Abteilungsleiter bei der Thüringer Generalstaatsanwaltschaft in Jena ab 2008 war er ab März 2010 Landespolizeivizepräsident in Hessen. Seit 2014 war er, bis 2017 kommissarisch, Regierungsvizepräsident in Kassel.
Im September 2019 wurde er Nachfolger des ermordeten Walter Lübcke als Regierungspräsident des Regierungsbezirks Kassel. Ende Januar 2022 trat er in den Ruhestand ein. Ihm folgte Mark Weinmeister nach.